# NGC 3845
NGC 3845 ist eine Spiralgalaxie vom Hubble-Typ Sb im Sternbild Löwe an der Ekliptik. Sie ist schätzungsweise 252 Millionen Lichtjahre von der Milchstraße entfernt, hat einen Durchmesser von etwa 60.000 Lj und ist ein Mitglied des Leo-Galaxienhaufens Abell 1367. 

Im selben Himmelsareal befinden sich u. a. die Galaxien NGC 3841, NGC 3842, NGC 3844, NGC 3851.
Das Objekt wurde am 17. März 1831 vom britischen Astronomen John Herschel entdeckt.